# Odoardo Focherini

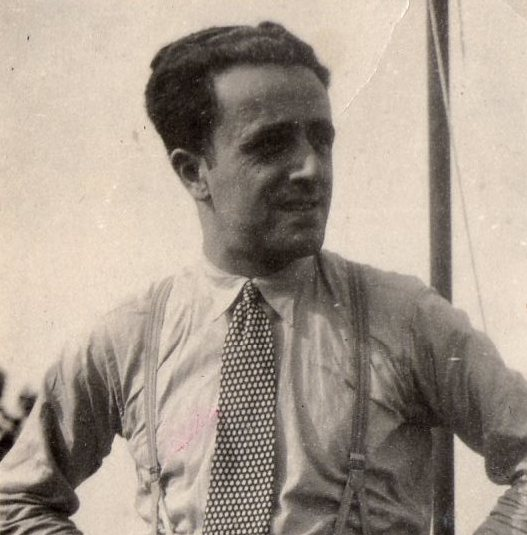
Odoardo Focherini, Juli 1930

Odoardo Focherini (* 6. Juni 1907 in Carpi; † 27. Dezember 1944 im KZ-Außenlager Hersbruck) war ein italienischer Versicherungsangestellter, Publizist, Funktionär der Katholischen Aktion und Gegner des Nationalsozialismus. Er verhalf mehr als hundert Juden zur Flucht aus der von den Deutschen besetzten Zone Italiens, wurde vom NS-Regime verhaftet, deportiert und starb im KZ-Außenlager Hersbruck.
Im Jahr 1969 wurde er von Yad Vashem als Gerechter unter den Völkern anerkannt. 2012 unterzeichnete Papst Benedikt XVI. die Urkunde zur Seligsprechung von Odoardo Focherini, deren Proklamation am 15. Juni 2013, zu Beginn der Amtszeit von Papst Franziskus, stattfand.

## Leben und Werk
Focherinis Familie stammt ursprünglich aus dem Trentin. Sein Vater Tobia Focherini betrieb in Carpi eine Eisenwarenhandlung. Seine Mutter Maria Bertacchini starb 1909, sein Vater heiratete danach Teresa Merighi. Focherini hatte drei Geschwister.
Odoardo Focherini engagierte sich in der Laienbewegung der Katholischen Aktion. Im Jahr 1924 gründete er die Jugendzeitschrift L’Aspirante und wurde 1928 Präsident des katholischen Jungmännerbundes.
Am 9. Juli 1930 heiratete Focherini Maria Marchesi (1909–1989), mit der er sieben Kinder hatte. Ab 1934 arbeitete er für die katholische Versicherungsgesellschaft Società Cattolica di Assicurazione. Er leitete die Niederlassung in Modena und wurde später Inspektor in mehreren oberitalienischen Städten. Neben seiner beruflichen Tätigkeit war er weiterhin in zahlreichen katholischen Laienorganisationen tätig und schrieb auch Artikel für den Osservatore Romano. Im Jahr 1936 wurde Focherini Präsident der Katholischen Aktion im Bistum Carpi; 1937 erhielt er das Ritterkreuz des päpstlichen Silvesterordens.
Im Jahr 1939 wurde er zum Geschäftsführer der katholischen Tageszeitung L’Avvenire d’Italia, mit Sitz in Bologna, ernannt. Eine seiner Entscheidungen dort war, Giacomo Lampronti einzustellen, einen Juden, der wegen der Rassengesetze seine vorherige Stellung verloren hatte. Lampronti dankte Focherini im Jahr 1948 postum mit seinen Erinnerungen Mio fratello Odoardo („Mein Bruder Odoardo“).
Während des Zweiten Weltkriegs organisierte Odoardo Focherini gemeinsam mit seiner Frau eine sogenannte Postazione casalinga („Hausfrauenstation“), ein Netzwerk in Zusammenarbeit mit dem Roten Kreuz und dem Heiligen Stuhl, das Familien half, den Kontakt zu den Soldaten an der Front aufrechtzuerhalten. Als 1942 jüdische Flüchtlinge aus Polen zu Focherini geschickt wurden, verhalf er ihnen durch seinen guten Kontakt zum Bischof von Genua zur Ausreise nach Spanien.

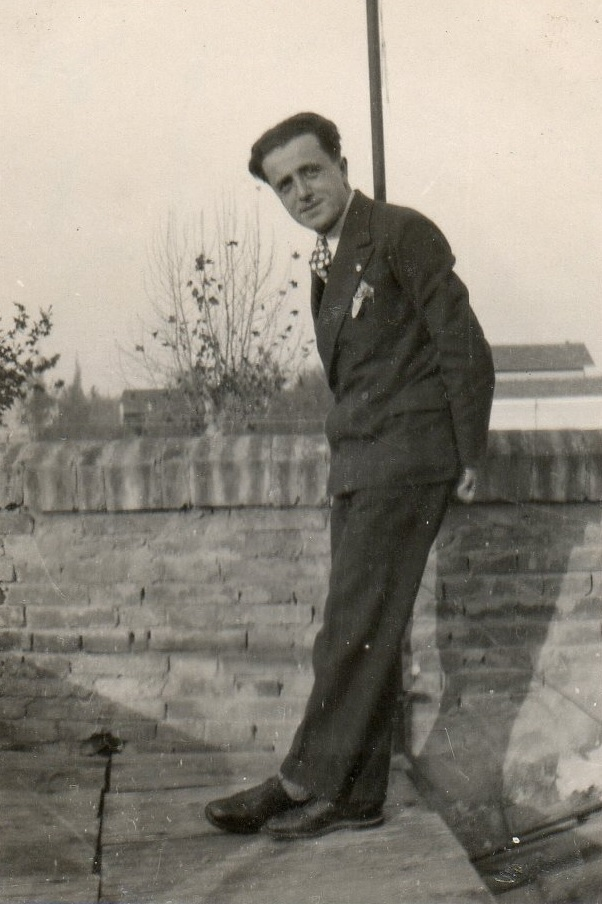
In Mirandola, 1929
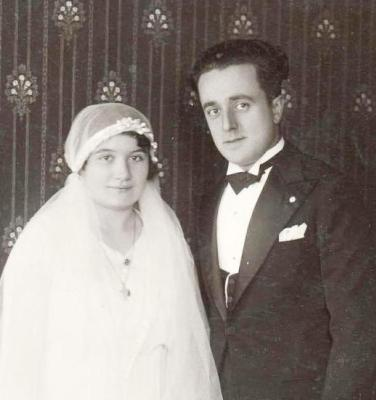
Hochzeit, 1930
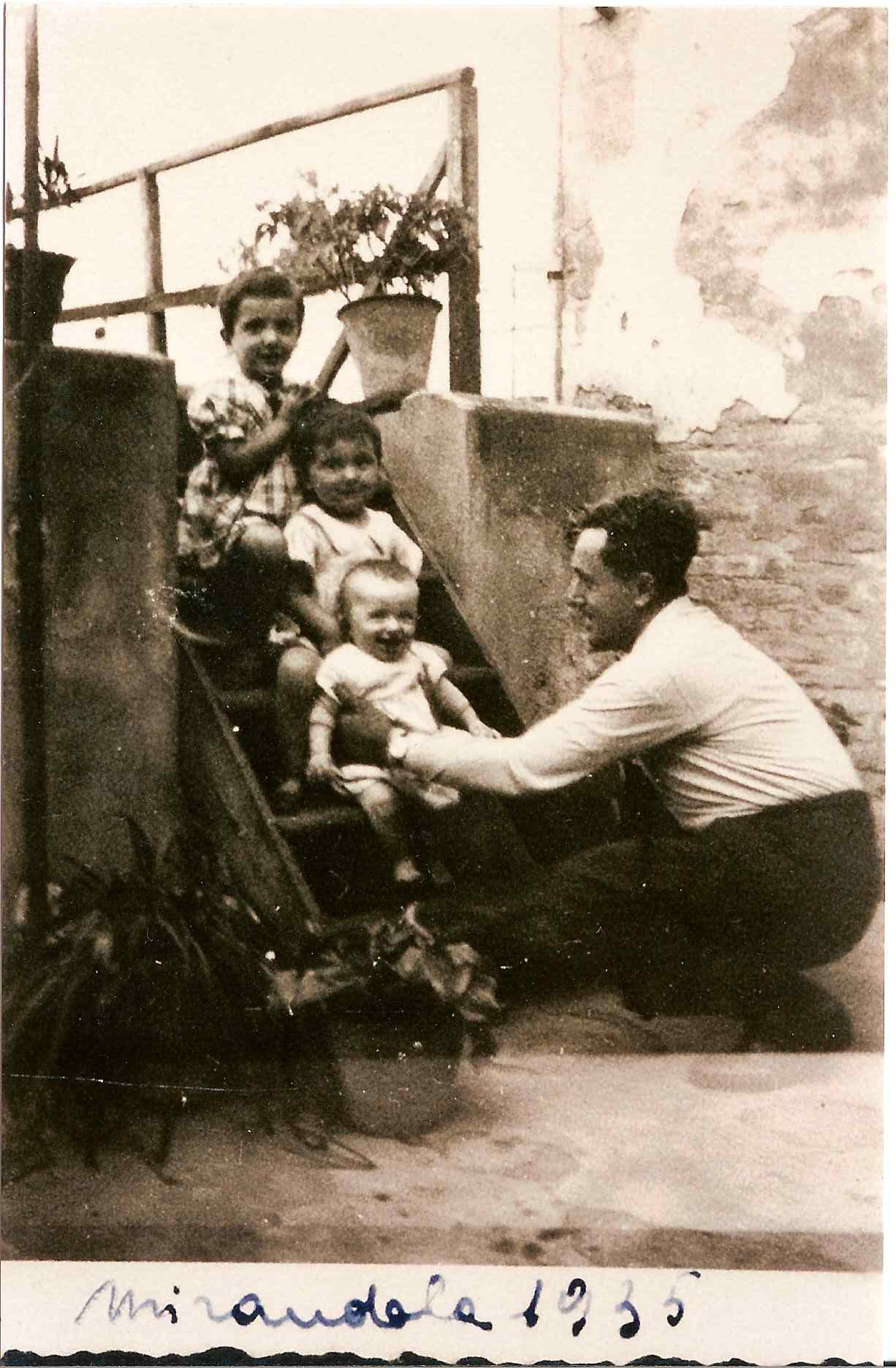
Familie, 1935
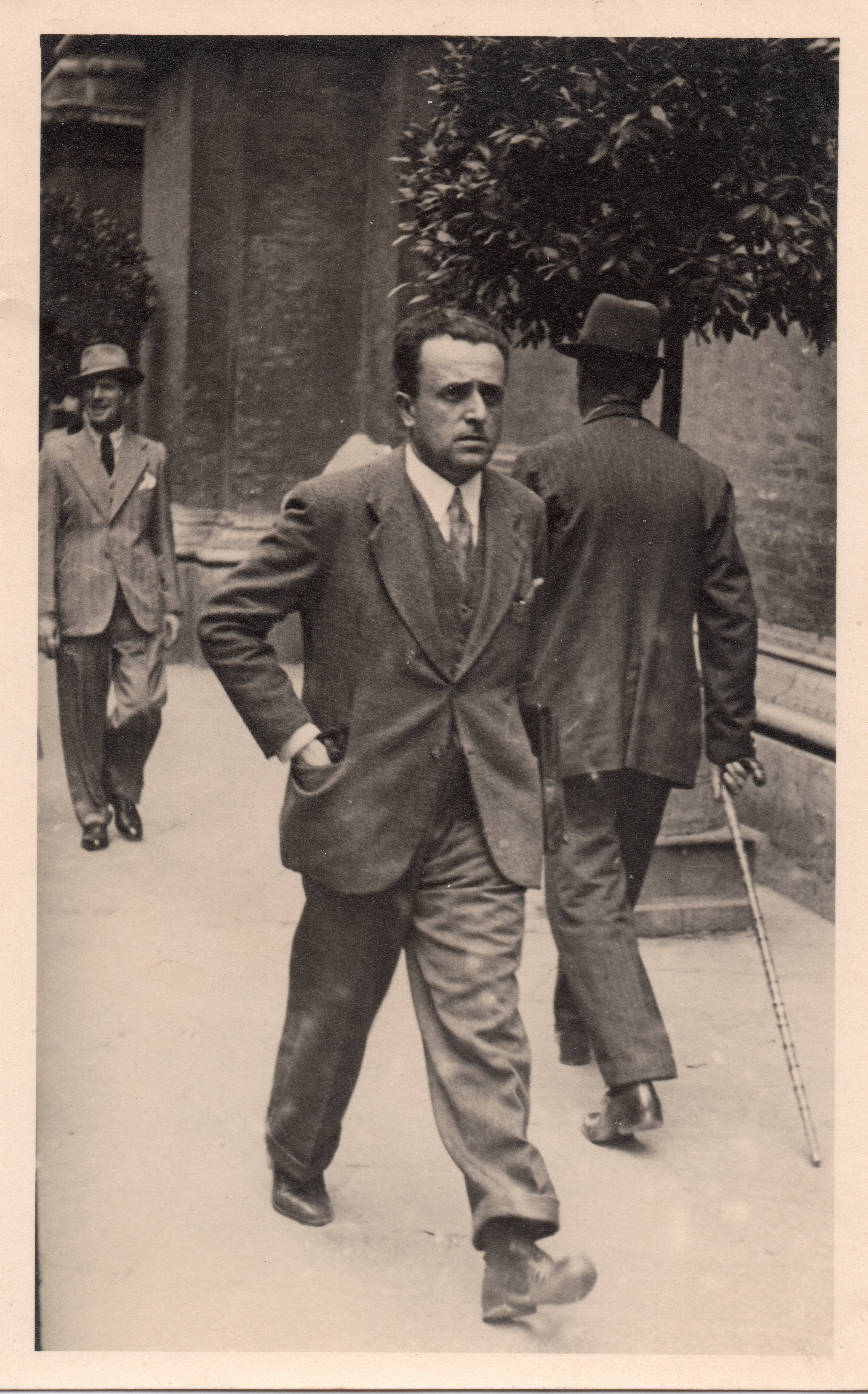
In Bologna, 1942

Der Kriegsaustritt Italiens und der Waffenstillstand von Cassibile im September 1943 führten zur Besetzung ganz Oberitaliens durch das deutsche NS-Regime und zur Gründung der Marionettenregierung mit Benito Mussolini, der Repubblica Sociale Italiana. Damit waren alle Juden gefährdet, die sich im Machtbereich der Nationalsozialisten befanden. Trotzdem Focherini wusste, dass jeder, der Juden in dieser Situation versteckte oder ihnen zur Ausreise verhalf, sich selbst gefährdete, bauten er mit Wissen seiner Frau rasch ein Netzwerk auf, das Juden die Flucht in den sicheren Süden Italiens ermöglichte. Er kümmerte sich auch um das Beschaffen von gefälschten Dokumenten. Das Leben von mindestens 105 Menschen konnte so gerettet werden. Zu seinen Helfern zählten Geistliche und Laien, deren Verschwiegenheit er sich sicher sein konnte. Einer von ihnen war der Priester Dante Sala (1905–1982).
Am 11. März 1944 wurde Focherini im Ramazzini-Krankenhaus von Carpi von Faschisten gefasst, nachdem er Enrico Donati gefälschte Papiere übergeben hatte. Donati war der letzte Jude, dessen Leben Odoardo Focherini retten konnte. Er wurde verhaftet und in das Polizeipräsidium von Modena gebracht. Schließlich wurde er in das Gefängnis San Giovanni del Monte nach Bologna verschleppt. Dort blieb er bis zum 5. Juli 1944. Es folgte die Deportation in das Lager Fossoli und dann in das Arbeitslager Bozen. Am 7. September wurde Focherini in das KZ Flossenbürg deportiert und schließlich in dessen Außenlager Hersbruck, wo er am 27. Dezember 1944 starb, mutmaßlich an den Folgen einer Blutvergiftung.
Odoardo Focherini war neuneinhalb Monate in Haft und begegnete in dieser Zeit vielen Mithäftlingen, denen er eine Stütze war, selbst als er körperlich schon sehr schwach war. Einige Mithäftlinge sagten, dass sie aufgrund seines Zuspruchs ihr Leben ändern und retten konnten. Beeindruckend sind die Briefe, die er an die Familie und an Freunde richtete. Als er zu schwach zum Schreiben war, übernahm diese Aufgabe sein Freund Teresio Olivelli, dem er in Fossoli das Leben gerettet hatte. Olivelli stand ihm bis zum Schluss zur Seite.

## Briefe aus der Gefangenschaft
Odoardo Focherini hinterließ 166 Briefe, die er Frau, Eltern, Freunden und seiner Zeitung auf öffentlichen und geheimen Wegen zukommen ließ. Die Briefe zeugen unter anderem von der tiefen Liebe zu seiner Frau und der ständigen Sorge um die Kinder, die er in ungewisser und schwieriger Zeit zurückgelassen hatte.

„Ich erkläre, daß ich im reinsten Glauben der römisch-katholischen Kirche sterbe und in voller Unterwerfung unter den Willen Gottes. Dabei biete ich mein Leben zum Brandopfer dar für mein Bistum, für L’Avvenire d’Italia und für die Wiederkehr des Friedens auf der Welt. Bitte richtet meiner Frau aus, daß ich ihr immer treu geblieben bin, immer an sie gedacht und sie stets innig geliebt habe.“

## Verehrung
Die jüdische Kultusgemeinde in Italien verlieh Odoardo Focherini 1955 postum die Goldmedaille für besondere Verdienste. 1969 wurden er und Dante Sala von Yad Vashem als Gerechte unter den Völkern anerkannt. Im Museo Monumento al Deportato von Carpi ist ein Zitat Focherinis an hervorgehobener Stelle eingraviert. An seinem Geburtshaus, ebenfalls in Carpi, wurde eine Gedenktafel angebracht. In einer Kirche von Hersbruck wird seiner mit Bild und Gedenkblatt gedacht. Am 16. April 2007 verlieh Italien Odoardo Focherini postum die Medaglia d’oro al valor civile.
In Carpi, Mirandola, San Possidonio und Formigine wurden Straßen nach Odoardo Focherini benannt, in Rumo (Val di Non, TN) eine Grundschule und in Carpi auch eine Sekundarschule. An der Kirche am Gipfel des Monte Vioz wird seiner mit einer Gedenktafel an der Außenmauer und einem Bild in der Kapelle gedacht. Reliquien aus seiner Kleidung wurden jeder Pfarrei der Diözese Carpi und der Pfarrei Celentino übergeben.
An seinem 100. Geburtstag im Jahr 2007 wurde seiner mit einem feierlichen Gottesdienst im Dom zu Carpi gedacht.

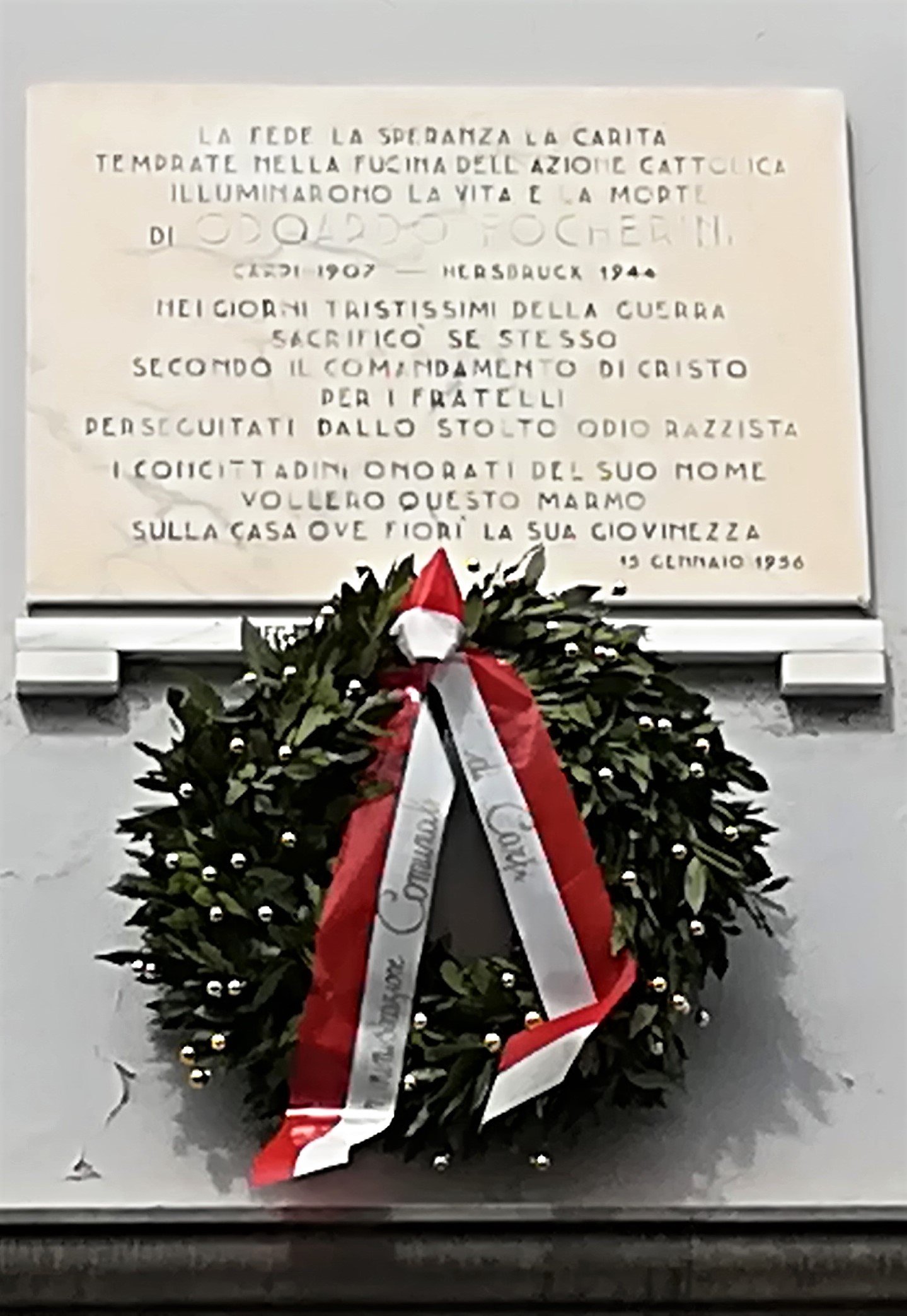
Gedenktafel am Geburtshaus in Carpi
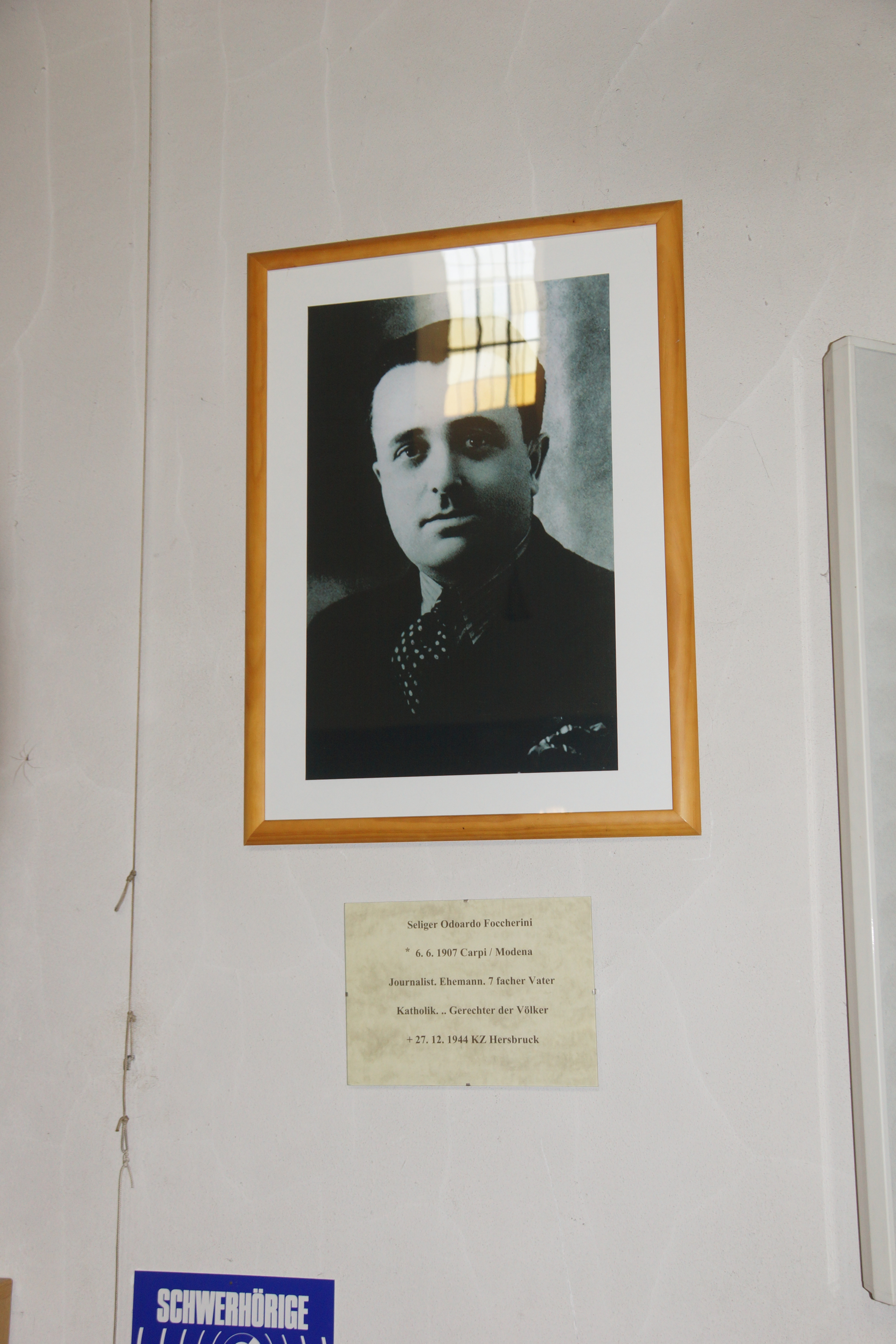
Andachtsbild des Seligen in St. Mariä Himmelfahrt in Hersbruck
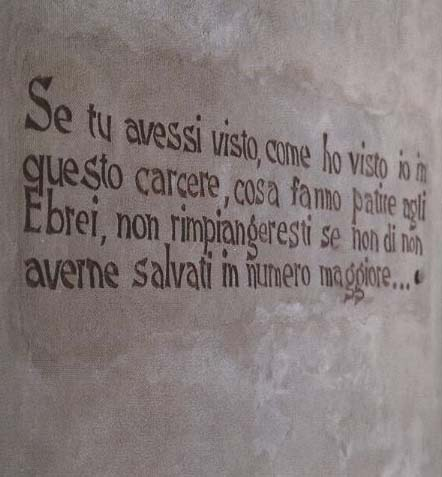
Inschrift am Deportiertenmuseum in Carpi
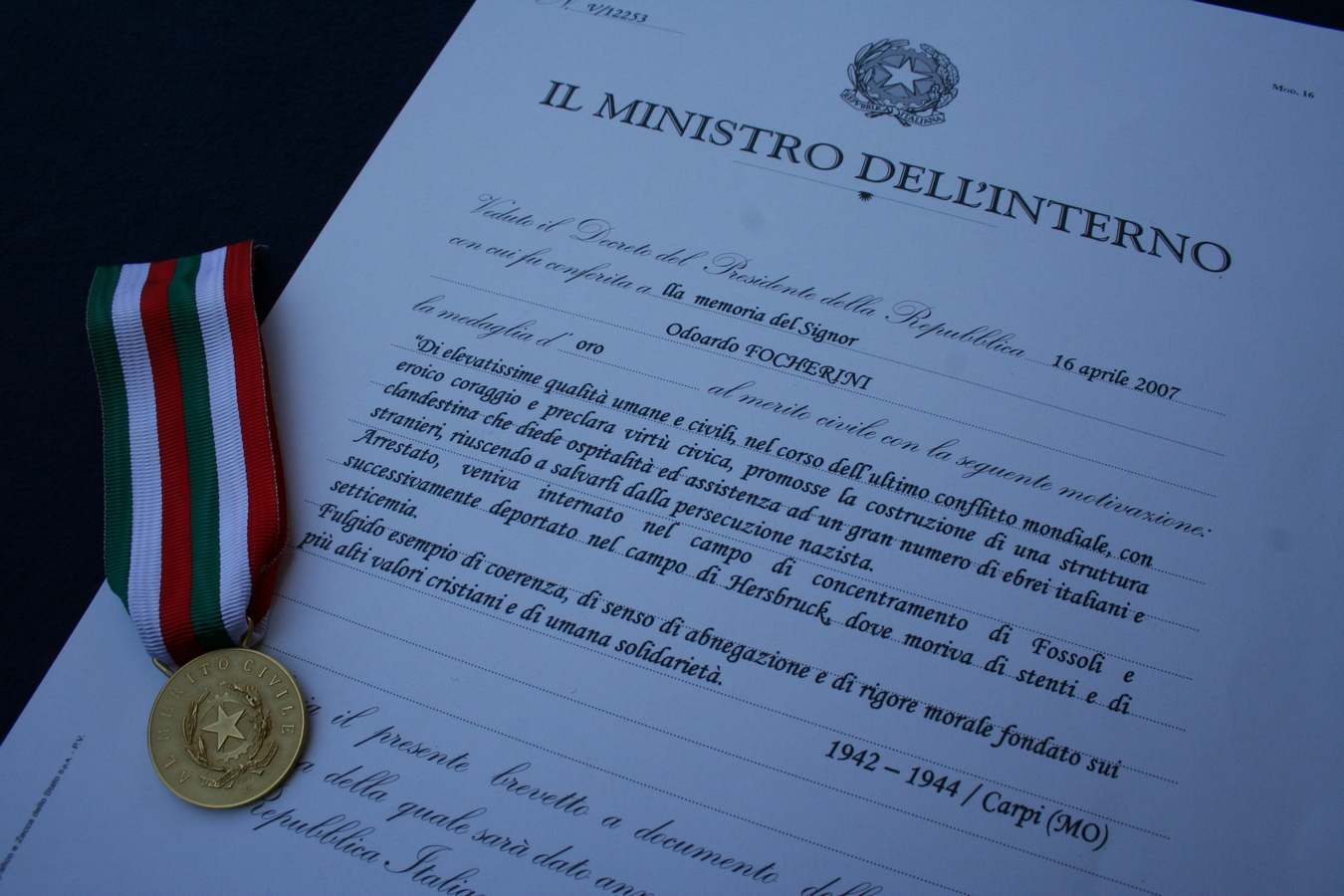
Goldene Verdienstmedaille mit Urkunde des italienischen Innenministeriums
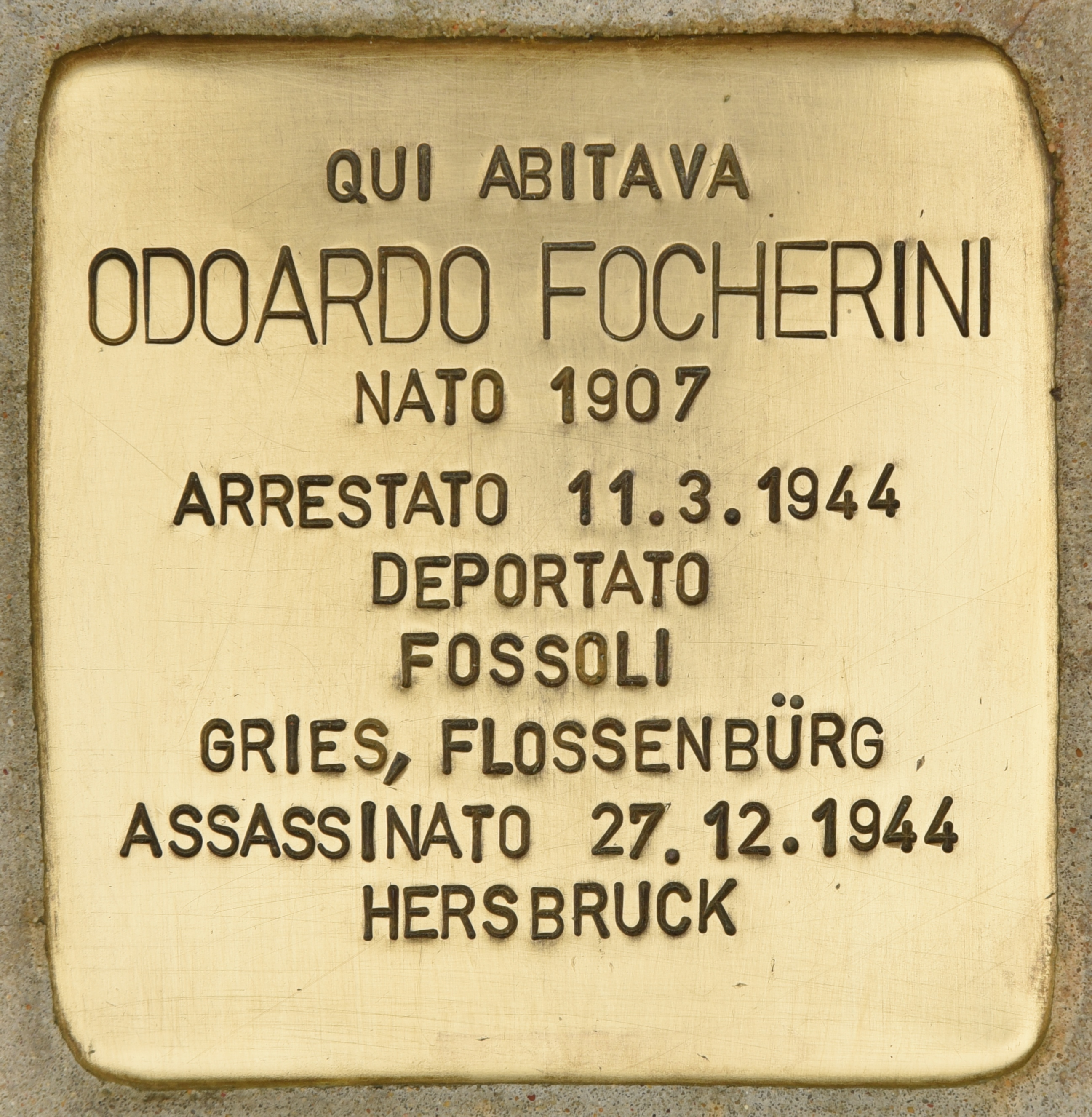
Stolperstein in Mirandola

## Seligsprechung
Der Seligsprechungsprozess wurde am 12. Februar 1996 mit dem nihil obstat aus Rom eröffnet und auf Diözesanebene am 5. Juni 1998 abgeschlossen, danach wurden die Akten nach Rom weitergeleitet. Die italienische Website Santi e Beati merkte an, die römisch-katholische Kirche habe etwas länger gebraucht, um festzustellen, dass ihr Mitglied Focherini in odium fidei (das heißt, aus Hass gegen den Glauben) gestorben sei. 2003 wurde Focherini die Positio super martyrio zuerkannt, das Erleiden des Martyriums. Am 3. April 2012 schloss die Kongregation für die Selig- und Heiligsprechungsprozesse den Prozess ab; am 10. Mai 2012 fertigte Papst Benedikt XVI. die Urkunde. Die Seligsprechung erfolgte nach Beginn des Pontifikats von Franziskus, am 15. Juni 2013 auf der Piazza Martiri vor dem Dom zu Carpi durch Kardinal Angelo Amato, den Präfekten der Kongregation für die Selig- und Heiligsprechungsprozesse. Der Gedenktag Odoardo Focherinis in der Liturgie ist der 6. Juni.
Wegen der Seligsprechung von Giuseppe Toniolo im Jahr davor wurde die Erhebung Focherinis zur Ehre der Altäre auch als Auszeichnung der Katholischen Aktion angesehen, in der sich die beiden Seligen engagiert hatten.

## Texte zur Biografie
Bücher
- Giacomo Lampronti: Mio fratello Odoardo. Tipografia de L’avvenire d’Italia, Bologna 1948.

Artikel, Zusammenfassungen
- Olga Focherini: Teresio Olivelli. Uomini nomi memoria (italienisch, centrostudifossoli.org PDF), abgerufen am 25. Juli 2018
- Stichwort Focherini. auf der Website des Bistums Carpi
- ODOARDO FOCHERINI 1907 – 1944 con Don Dante Sala assiste gli ebrei perseguitati auf der Website Gariwo, la foresta dei Giusti